# Eupelmus malgascius
Eupelmus malgascius är en stekelart som beskrevs av Masi 1917. Eupelmus malgascius ingår i släktet Eupelmus och familjen hoppglanssteklar.
Artens utbredningsområde är Seychellerna. Inga underarter finns listade i Catalogue of Life.